# جوزيف تشيفر
جوزيف تشيفر هو سياسي أمريكي، ولد في 22 فبراير 1772، وتوفي في 19 يونيو 1872. انتخب عضو مجلس نواب ماساتشوستس ‏.